# Gironde

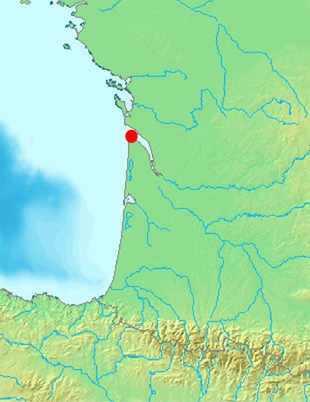
Poloha estuáru

Gironde je estuár v jihozápadní Francii, který se rozkládá od soutoku řek Garonny a Dordogne až k pobřeží Atlantského oceánu. Je zhruba 75 km dlouhý a až 15 km široký a s rozlohou 685 km2 je největším ústím v Evropě. Podle tohoto území je pojmenován departement Gironde.

## Geografie
Gironde se rozkládá na území departementů Gironde a Charente-Maritime v regionech Akvitánie a Poitou-Charentes. Začíná poloostrovem Bec d'Ambès, který vytvářejí na svém soutoku řeky Garonna a Dordogne. Na obou březích se po celé délce estuáru rozkládají vinice.
Povodí Gironde zahrnuje u řeky Dordogne severní Akvitánii a velkou část Francouzského středohoří, řeka Garonna odvodňuje zbytek Akvitánské pánve.
Největším městem v okolí je Bordeaux, které leží asi 15 km proti proudu od soutoku obou řek. Na řece Dordogne leží město Libourne, přímo v oblasti Gironde je největší Royan, z dalších měst to jsou Blaye, Bourg a Talmont-sur-Gironde na pravém břehu a Blanquefort, Pauillac a Margaux na levém.

## Historie
Už v antice měla Gironde velký strategický a ekonomický význam. Přístav v Bordeaux, tehdejší Burdigala, položil základ pro obchod a dlouhodobou prosperitu. Pozůstatky římské nadvlády byly nalezeny v obci Soulac-sur-Mer. Po pádu Římské říše byla oblast ohrožována nájezdy Normanů a Bordeaux bylo zničeno.
Ve středověku bylo území v rukou Angličanů a Gironde měla velký význam v obchodu mezi Akvitánií a Anglií. Vyváželo se především víno, barviva, sůl a zbraně, naopak se dovážely z Anglie kůže, textil a kovy. Během stoleté války byla Gironde základnou Angličanů. Po bitvě u Castillonu v roce 1454 připadlo území opět Francii. Přístav Bordeaux se v novověku stal největším a nejvýznamnějším přístavem Francie, neboť přes něj proudilo zboží při obchodech s Afrikou a Antilami. Gironde tím získala velký strategický význam a vznikla zde řada pevností. V 17. století zde zřídil Sébastien Le Prestre de Vauban pevnost Blaye na pravém břehu a Fort Médoc na levém.
Ve 20. století se Gironde stala významnou průmyslovou oblastí. Ve městě Le Verdon byl vybudován nákladový terminál, který slouží i k uskladnění ropy, ve městě Pauillac byla vybudována ropná rafinerie.